# Challenger de Szczecin 2012
El Pekao Szczecin Open 2012 es un torneo profesional de tenis. Pertenece al ATP Challenger Series 2012. Se juega su 20.ª edición sobre superficie de tierra batida, en Szczecin, Polonia entre el 17 y el 23 de septiembre.

## Cabezas de serie

### Individuales
| Tenista           | Ranking | No. |
| Filippo Volandri  | 69      | 1   |
| Björn Phau        | 74      | 2   |
| Jerzy Janowicz    | 84      | 3   |
| Albert Montañés   | 86      | 4   |
| Victor Hănescu    | 97      | 5   |
| Federico Delbonis | 128     | 6   |
| Guillaume Rufin   | 129     | 7   |
| Rui Machado       | 132     | 8   |

- Se toma en cuenta el ranking ATP del día 10 de septiembre de 2012.

### Invitados
Los siguientes jugadores ingresan al cuadro principal invitados por la organización.
- Marcin Gawron
- Arkadiusz Kocyla
- Grzegorz Panfil
- Michał Przysiężny

### Clasificados
Los siguientes jugadores entran al cuadro principal tras disputar el cuadro clasificatorio.
- Guido Andreozzi
- Piotr Gadomski
- Alexander Rumyantsev
- Artem Smirnov

## Campeones

### Individual Masculino
- Victor Hănescu derrotó en la final a  Iñigo Cervantes Huegun, 6–4, 7–5

### Dobles Masculino
- Andre Begemann /  Martin Emmrich derrotaron en la final a  Tomasz Bednarek /  Mateusz Kowalczyk, 3–6, 6–1, [10–3]